# Xã Washington, Quận Conway, Arkansas
Xã Washington (tiếng Anh: Washington Township) là một xã thuộc quận Conway, tiểu bang Arkansas, Hoa Kỳ. Năm 2010, dân số của xã này là 1.852 người.